# Paulo Sérgio Machado
Paulo Sérgio Machado (Patrocínio, 22 novembre 1945 – Patrocínio, 18 ottobre 2024) è stato un vescovo cattolico brasiliano.

## Biografia
Paulo Sérgio Machado nacque a Patrocínio il 22 novembre 1945 da João Olímpio Machado e Maria Rabelo. Aveva un fratello gemello, anche lui diventato prete.

### Formazione e ministero sacerdotale
Compì gli studi primari a Osório de Morais, Coromandel. Nel 1957 entrò nel seminario "San Giuseppe" di Uberaba dove frequentò il primo e il secondo grado. Nel 1964 si trasferì a Guaxupé per studiare filosofia nella locale Facoltà di filosofia, scienze e lettere. Nel 1967 si trasferì a Belo Horizonte, dove seguì il corso di teologia all'Istituto centrale di filosofia e teologia dell'Università Cattolica del Minas Gerais. Conseguì poi la licenza in teologia pastorale presso la Pontificia Università Gregoriana a Roma.
Fu ordinato diacono da monsignor Jorge Scarso, vescovo di Patos de Minas. L'8 aprile 1972 fu ordinato presbitero per la diocesi di Patos de Minas a Coromandel da monsignor José de Almeida Batista Pereira, vescovo di Guaxupé. In seguito fu nominato vicario parrocchiale della parrocchia di Sant'Anna a Coromandel dal 1972 al 1980; parroco della stessa dal 1981 al 1989; rappresentante del clero della diocesi di Patos de Minas presso il Regionale Leste 2 della Conferenza episcopale dal 1981 al 1984 e vicario generale.
Fu anche docente di latino presso la Facoltà di filosofia, scienze e lettere di Patrocínio; professore di teologia pastorale presso il seminario maggiore di Uberlândia; professore di teologia fondamentale presso il seminario maggiore "Maria Immacolata" di Araxá e segretario della pubblica istruzione del comune di Coromandel.

### Ministero episcopale
Il 1º luglio 1989 papa Giovanni Paolo II lo nominò vescovo di Ituiutaba. Ricevette l'ordinazione episcopale il 24 settembre successivo nella chiesa di Sant'Anna a Coromandel dall'arcivescovo Carlo Furno, nunzio apostolico in Brasile, co-consacranti l'arcivescovo metropolita di Uberaba Benedito de Ulhôa Vieira e il vescovo di Patos de Minas Jorge Scarso.
Il 22 novembre 2006 papa Benedetto XVI lo nominò vescovo di São Carlos.
Avviò l'Istituto di filosofia "San Tommaso d'Aquino" a São Carlos, per la fase di formazione filosofica dei seminaristi e dei laici, nel 2008; riformò il seminario maggiore, inaugurato dal nunzio apostolico Lorenzo Baldisseri nel 2008 e intitolato a Giovanni Paolo II; creò il seminario minore "Santo Curato d'Ars" ad Araraquara nel 2008, per la formazione dei seminaristi minori che frequentano le scuole superiori ed eretto nuove parrocchie dove c'era bisogno di assistenza al popolo. Promosse la Caritas diocesana e dato una nuova configurazione pastorale alla diocesi creando dieci regioni pastorali. Favorì così la vicinanza tra i presbiteri e la loro partecipazione agli incontri. Inviò anche quattro sacerdoti a Roma per un corso di specializzazione. Nell'edificio della curia vescovile predispose i locali per il futuro tribunale ecclesiastico diocesano.
Nel novembre del 2009 compì la visita ad limina.
Dopo essere stato fermato dalla polizia militare mentre guidava in stato di ebbrezza per la seconda volta, rassegnò le dimissioni. Il 16 dicembre 2015 papa Francesco accettò la sua rinuncia al governo pastorale della diocesi.
Ricoverato da alcuni giorni nell'unità di terapia intensiva della Santa Casa de Misericórdia di Patrocínio a causa di un'infezione, insufficienza renale e polmonite, morì nel pomeriggio del 18 ottobre 2024 all'età di 78 anni. Le esequie si tennero nel pomeriggio del giorno successivo nella chiesa di Sant'Anna a Coromandel e furono presiedute da monsignor Luiz Carlos Dias, vescovo di São Carlos. Al termine del rito fu sepolto nel cimitero cittadino.

## Genealogia episcopale
La genealogia episcopale è:
- Cardinale Scipione Rebiba
- Cardinale Giulio Antonio Santori
- Cardinale Girolamo Bernerio, O.P.
- Arcivescovo Galeazzo Sanvitale
- Cardinale Ludovico Ludovisi
- Cardinale Luigi Caetani
- Cardinale Ulderico Carpegna
- Cardinale Paluzzo Paluzzi Altieri degli Albertoni
- Papa Benedetto XIII
- Papa Benedetto XIV
- Papa Clemente XIII
- Cardinale Marcantonio Colonna
- Cardinale Giacinto Sigismondo Gerdil, B.
- Cardinale Giulio Maria della Somaglia
- Cardinale Carlo Odescalchi, S.I.
- Cardinale Costantino Patrizi Naro
- Cardinale Lucido Maria Parocchi
- Papa Pio X
- Papa Benedetto XV
- Papa Pio XII
- Cardinale Eugène Tisserant
- Cardinale Paolo Bertoli
- Cardinale Carlo Furno
- Vescovo Paulo Sérgio Machado